# Tripos mulleri
Tripos mulleri is een soort in de taxonomische indeling van de Myzozoa, een stam van microscopische parasitaire dieren. Het organisme komt uit het geslacht Tripos en behoort tot de familie Ceratiaceae. Tripos mulleri werd in 2009 ontdekt door F.Gomez, D.Moreira & P.Lopez-Garcia.